# Bilyar Point
Der Bilyar Point (englisch; bulgarisch нос Биляр nos Biljar) ist eine 350 m lange, abgerundete und unvereiste Landspitze an der Nordküste der Livingston-Insel im Archipel der Südlichen Shetlandinseln. Sie liegt nordwestlich des Rotch Dome, 3 km südwestlich des Rowe Point, 4,5 km ostnordöstlich des Lair Point und 1,7 km nordöstlich des Nedelya Point im südwestlichen Abschnitt des Ivanov Beach.
Britische Wissenschaftler kartierten sie 1968. Die bulgarische Kommission für Antarktische Geographische Namen benannte sie 2006 nach der mittelalterlichen Stadt Biljar, Hauptstadt der Wolgabulgaren im 12. und 13. Jahrhundert.